# Indicativ
În gramatică, indicativul este un mod personal al verbului, care are drept valoare semantică specifică exprimarea unor acțiuni, întâmplări, stări etc. prezentate de către vorbitor ca fiind reale și sigure în prezent, realizate în trecut sau considerate că se vor realiza sigur în viitor. Este modul faptelor, de aceea este cel de bază pentru predicatul propoziției enunțiative, atât pozitive, cât și negative. Poate fi și modul predicatului propoziției interogative pozitive sau negative, care prezintă acțiunea ca reală, dar realitatea ei rămâne să fie confirmată de răspuns. Pe de altă parte, poate fi modul predicatului unei propoziții independente, iar în frază al uneia principale, secundare, regente sau subordonate. Față de celelalte moduri, este singurul nemarcat, adică fără morfem specific sau, altfel spus, cu morfem zero. Indicativul este de fapt identificabil datorită morfemelor unor forme temporale. Este singurul mod care acoperă toate cele trei valori temporale de bază. În unele limbi, cum este și româna, aceasta se poate face în modul cel mai nuanțat față de celelalte moduri, indicativul având cele mai multe paradigme temporale.

## Valorile indicativului

### Valori specifice
Valorile modale specifice ale indicativului, exprimarea realului și a certului, se manifestă în mai multe tipuri de propoziții independente, tipuri stabilite după scopul comunicării:
În propoziție enunțiativă pozitivă:
ro  Ea lucrează la Universitate;
fr  Paul vient „Vine Paul”;
en  Everyone enjoyed the conference „Tututor le-a plăcut conferința”;
sr  Sutra dolazim kod tebe „Mâine vin la tine”;
hu  Sétálunk a parkban „Ne plimbăm în parc”.
În propoziție enunțiativă negativă:
ro  Nu citesc ziarele;
fr  Il ne fait pas beau „Nu e timp frumos”;
en  You did not take a photo „N-ai făcut o fotografie”;
cnr  Nemam pri sebi ničega za pisanje „N-am nimic de scris la mine”;
hu  Anikó ma nem jön el „Anikó nu vine astăzi”.
Propoziție interogativă pozitivă:
ro  Sigur ești student?;
fr  Mangeront-ils ? „Vor mânca ei oare?”;
en  Has this happened before? „S-a mai întâmplat asta și mai înainte?”;
hr  Vi ste već odavna lovac? „Demult sunteți vânător?”;
hu  Szép idő van? „Este timp frumos?”
Propoziție interogativ-negativă:
ro  Nu vii cu noi?;
fr  Vous n’avez pas d’enfants ? „Nu aveți copii?”;
en  Haven’t you answered the letter yet? „Încă n-ai/ați răspuns la scrisoare?”;
bs  Zašto ne svratiš do mene? „De ce nu treci pe la mine?”;
hu  Nem kérsz már kávét? „Nu mai dorești cafea?”
Indicativul este folosit cu valorile sale de bază și în frază, în propoziții subordonate de diverse tipuri, modul predicatului propoziției sale regente putând fi același sau altul:
ro  Spune-mi dacă ai nevoie de ceva;
fr  Je sais qu’il a réussi „Știu că a reușit”;
en  I was tired because I’d been working „Eram obosit, pentru că lucrasem”;
sr  Predsednik za koga smo glasali mora da ispuni obećanje „Președintele pentru care am votat trebuie să-și țină promisiunea”;
hu  Én onnan jövök, ahova te most mész „Eu acolo merg de unde vii tu acum”.

### Valori nespecifice
Formele de indicativ sunt folosite uneori cu valori semantice ale altor moduri, adică pentru exprimarea unor acțiuni care nu sunt reale și sigure.
În propoziție independentă, formele de prezent și de viitor pot fi folosite cu valoare de imperativ:
ro  Stingi chiar acum lumina și te culci!;
fr  Vous allez tous prendre vos affaires et vous allez sortir sans faire de bruit „O să vă luați toate lucrurile și o să ieșiți fără să faceți zgomot”;
en  You turn left at the church „Cotești la stânga la biserică”;
sr  Odnećeš ovo pismo i reći ćeš… „Ai să duci scrisoarea asta și ai să spui…”;
hu  Elmegy a sarokig, és ott jobbra fordul „Mergeți până la colț și acolo cotiți la dreapta”.
În română, indicativul imperfect este folosit facultativ cu valoarea de potențial a condiționalului trecut: Mai bine plecam atunci = Mai bine aș fi plecat….
Dacă în propoziție independentă nu sunt practic diferențe în folosirea indicativului în limbile tratate aici, în propoziție subordonată sunt și asemănări, și diferențe.
În română, de exemplu, se folosește facultativ și chiar mai frecvent în limba vorbită, indicativul imperfect în locul condiționalului trecut, atât în subordonata condițională introdusă prin dacă, cât și în regenta ei: Dacă veneai, îl vedeai = Dacă ai fi venit, l-ai fi văzut.
În franceză, o folosire nespecifică a indicativului imperfect și mai mult ca perfect este cea pentru predicatul subordonatelor introduse prin si „dacă” altele decât în interogația indirectă, pe când în română, în limbile din diasistemul slav de centru-sud (bosniacă, croată, muntenegreană, sârbă, prescurtat BCMS) sau în maghiară acestora le corespund condiționalul prezent, respectiv trecut:
S’il faisait (imperfect) beau, on irait se promener en forêt „Dacă ar fi frumos, ne-am duce să ne plimbăm prin pădure”;
Si tu avais fermé (m. m. ca p.) la porte, le chat ne se serait pas sauvé „Dacă ai fi închis ușa, pisica n-ar fi fugit”.
BCMS nu au mod conjunctiv marcat ca atare. Cu valorile acestuia folosesc indicativul prezent, când acțiunea subordonată și verbul regent au subiecte diferite, iar în sârbă și atunci când există un singur subiect, la fel ca în română, situație în care în croată sau în franceză se folosește infinitivul:
- două subiecte: sr  Tražili smo da se ukine porez na knjige „Am cerut să se elimine taxa pe cărți”[39];
- un singur subiect :sr  Hoću da spavam „Vreau să dorm”[40].

Franceza este o limbă în care predicatul subordonatei este la subjonctiv (mod corespunzător conjunctivului) pentru a exprima caracterul nesigur al unei acțiuni, atunci când verbul său regent exprimă incertitudinea, pe când în română sau în maghiară, predicatul subordonatei poate fi, în mod nespecific, indicativul, eventual condiționalul:
ro  Mă îndoiesc că va veni;
hu  Nem biztos, hogy holnapra megérkezik a levél „Nu e sigur că va sosi scrisoarea mâine”.

## Forme temporale la indicativ
La indicativ se pot exprima toate valorile temporale de bază, prezentul, trecutul și viitorul. În funcție de limbă, aceasta se poate face cu mai multe sau mai puține nuanțe temporale exprimate prin paradigme diferite, analitice sau sintetice. Mai mult, aceste forme pot exprima și raporturi temporale, diateze, aspecte și moduri de acțiune.

### În limba română
Indicativul este modul cu cele mai multe forme temporale (șapte).

#### Prezentul
| Conjugarea I infinitiv în -a | Conjugarea I infinitiv în -a | Conjugarea a II-a infinitiv în -ea a vedea | Conjugarea a III-a infinitiv în -e a bate | Conjugarea a IV-a  | Conjugarea a IV-a      | Conjugarea a IV-a   | Conjugarea a IV-a        |
| fără sufix                   | cu sufixul -ez a lucra       | Conjugarea a II-a infinitiv în -ea a vedea | Conjugarea a III-a infinitiv în -e a bate | infinitiv în -i    | infinitiv în -i        | infinitiv în -î     | infinitiv în -î          |
| fără sufix                   | cu sufixul -ez a lucra       | Conjugarea a II-a infinitiv în -ea a vedea | Conjugarea a III-a infinitiv în -e a bate | fără sufix a dormi | cu sufixul -esc a iubi | fără sufix a coborî | cu sufixul -ăsc a hotărî |
| ---------------------------- | ---------------------------- | ------------------------------------------ | ----------------------------------------- | ------------------ | ---------------------- | ------------------- | ------------------------ |
| cânt                         | lucrez                       | văd                                        | bat                                       | dorm               | iubesc                 | cobor               | hotărăsc                 |
| cânți                        | lucrezi                      | vezi                                       | bați                                      | dormi              | iubești                | cobori              | hotărăști                |
| cântă                        | lucrează                     | vede                                       | bate                                      | doarme             | iubește                | coboară             | hotărăște                |
| cântăm                       | lucrăm                       | vedem                                      | batem                                     | dormim             | iubim                  | coborâm             | hotărâm                  |
| cântați                      | lucrați                      | vedeți                                     | bateți                                    | dormiți            | iubiți                 | coborâți            | hotărâți                 |
| cântă                        | lucrează                     | văd                                        | bat                                       | dorm               | iubesc                 | coboară             | hotărăsc                 |

Observații:
1. La conjugarea I, în cazul unor verbe, între rădăcină și desinență apare sufixul -ez/-eaz-.
2. Și la conjugarea a IV-a sunt verbe cu sufix. Aici acesta este -esc/-eșt, la verbele cu infinitivul terminat în -i, și -ăsc/-ășt-, la cele cu infinitivul în -î.
3. Subiectul poate fi inclus, fiind exprimat prin desinență. Pronumele personal subiect se folosește numai dacă se dorește scoaterea în evidență a persoanei.
4. În cursul conjugării au loc multe alternanțe fonetice. În exemplele de mai sus acestea sunt: e – ă, e – ea, o – oa, d – z, sc – șt, t – ț.
5. Dacă desinența începe cu o consoană, între aceasta și rădăcină se folosește o vocală de legătură: cântăm, cântați, vedem, dormiți, coborâm.

Exemplu în propoziție: O cunosc pe studenta aceasta din 1999.

#### Imperfectul
| conjugarea I | conjugarea a II-a | conjugarea a III-a | conjugarea a IV-a | conjugarea a IV-a |
| conjugarea I | conjugarea a II-a | conjugarea a III-a | infinitiv în -i   | infinitiv în -î   |
| ------------ | ----------------- | ------------------ | ----------------- | ----------------- |
| cântam       | vedeam            | băteam             | iubeam            | coboram           |
| cântai       | vedeai            | băteai             | iubeai            | coborai           |
| cânta        | vedea             | bătea              | iubea             | cobora            |
| cântam       | vedeam            | băteam             | iubeam            | coboram           |
| cântați      | vedeați           | băteați            | iubeați           | coborați          |
| cântau       | vedeau            | băteau             | iubeau            | coborau           |

Observație: Desinențele sunt precedate de sufixul -a- la conjugarea I și a IV-a cu infinitivul în -î, și sufixul -ea- la celelalte verbe.
În propoziție: Acolo locuiam în copilărie.

#### Perfectul simplu
| conjugarea I | conjugarea a II-a | conjugarea a III-a | conjugarea a III-a | conjugarea a IV-a | conjugarea a IV-a |
| conjugarea I | conjugarea a II-a | cu sufixul -u-     | cu sufixul -se-    | infinitiv în -i   | infinitiv în -î   |
| ------------ | ----------------- | ------------------ | ------------------ | ----------------- | ----------------- |
| cântai       | văzui             | bătui              | zisei              | iubi              | coborâi           |
| cântași      | văzuși            | bătuși             | ziseși             | iubiși            | coborâși          |
| cântă        | văzu              | bătu               | zise               | iubi              | coborî            |
| cântarăm     | văzurăm           | băturăm            | ziserăm            | iubirăm           | coborârăm         |
| cântarăți    | văzurăți          | băturăți           | ziserăți           | iubirăți          | coborârăți        |
| cântară      | văzură            | bătură             | ziseră             | iubiră            | coborâră          |

Observații:

Perfectul simplu în România interbelică:
Zona de utilizare
Utilizare parțială
Utilizare rară
Absent
Regiunea istorică Oltenia evidențiată

1. La perfectul simplu, fiecare clasă de conjugare are un sufix specific înaintea desinențelor: la conjugările I și a IV-a, acesta este terminația infinitivului (-a-, respectiv -â-/-î-). Sufixul conjugării a II-a este -u-. Conjugarea a III-a se împarte în două grupe din acest punct de vedere: cu sufixul -u- și cu sufixul -se-. La conjugarea I, la persoana a III-a singular, sufixul -a- se schimbă în -ă- după o consoană nepalatală sau vocala u (cântă), și în -e- după o consoană palatală sau i (tăie).
2. Pluralul are de asemenea o marcă, sufixul -ră-.
3. Desinența de persoana a III-a singular este ∅. Dat fiind că sufixul verbelor de tipul a cânta este -ă-, această formă se poate confunda în scris cu forma de persoana a III-a singular a prezentului indicativ, dar nu și la oral, căci la perfectul simplu accentul cade pe ultima silabă, pe când la prezentul indicativ pe penultima: ['kɨntə] (prezent) ≠ [kɨn'tə] (perfect simplu).

În propoziții: – Unde ai fost? întrebă el. – M-am plimbat în parc, răspunse ea.

#### Perfectul compus
Elementele componente ale perfectului compus sunt formele de prezent indicativ ale verbului a avea specializate ca verb auxiliar, și participiul invariabil al verbului cu sens lexical:
am cântat / văzut / bătut / zis / iubit / coborât
ai cântat
a cântat
am cântat
ați cântat
au cântat
În propoziție: A sosit acum trei zile.

#### Mai mult ca perfectul
Morfemul acestui timp este sufixul -se-, la care se adaugă desinențele perfectului simplu. De exemplu, forma cântasem este alcătuită din: rădăcina cânt + sufixul perfectului simplu -a- + sufixul mai mult ca perfectului -se- + desinența -m. Dat fiind că sufixul de perfect simplu al verbelor din a doua grupă a conjugării a III-a este tot -se-, forma de mai mult ca perfect a unui asemenea verb este, de exemplu, zisesem.
Exemplu în propoziție: Terminasem de scris când ai venit tu.

#### Viitorul
Acest timp are trei tipuri formale. Primul, singurul folosit în registrul de limbă elevat, constituie din formele de prezent indicativ specializate ca verb auxiliar ale verbului a vrea și infinitivul verbului cu sens lexical:
voi cânta / vedea / bea / zice / iubi / coborî
vei cânta
va cânta
vom cânta
veți cânta
vor cânta
În propoziții:
Omenirea va găsi probabil noi surse de energie;
Spectacolul va începe la a treia bătaie a gongului.
În limba vorbită, la unul din tipurile formale ale viitorului, auxiliarul a vrea are o formă mai scurtă: oi, ăi, o, om, ăți, or.
Alt tip formal de limbă vorbită al viitorului se alcătuiește din formele obișnuite ale prezentului indicativ al verbului a avea și formele de prezent conjunctiv ale verbului cu sens lexical:
am să cânt / văd / bat / zic / iubesc / cobor
ai să cânți / vezi / bați / zici / iubești / cobori
are să cânte / vadă / bată / zică / iubeasă / coboare
avem să cântăm / vedem / batem / zicem / iubim / coborâm
aveți să cântați / vedeți / bateți / ziceți / iubiți / coborâți
au să cânte / vadă / bată / zică / iubeasă / coboare
În frază: Ați făgăduit că aveți să ne scrieți regulat.
Formele de persoana a III-a ale acestui tip formal sunt rar folosite, iar cele de persoana I și a II-a plural și mai rar, dar există și un tip formal de limbă vorbită mai simplu, cu verbul auxiliar invariabil o:
o să cânt / văd / bat / zic / iubesc / cobor
o să cânți / vezi / bați / zici / iubești / cobori
o să cânte / vadă / bată / zică / iubeasă / coboare
o să cântăm / vedem / batem / zicem / iubim / coborâm
o să cântați / vedeți / bateți / ziceți / iubiți / coborâți
o să cânte / vadă / bată / zică / iubeasă / coboare
În propoziție: Altă dată n-o să te mai cred pe cuvânt.

#### Viitorul anterior
Acest timp, rar folosit în limba vorbită, se formează din viitorul de registru elevat al verbului auxiliar a fi și participiul invariabil al verbului cu sens lexical.
voi fi cântat / văzut / bătut / zis / iubit / coborât
vei fi cântat
va fi cântat
vom fi cântat
veți fi cântat
vor fi cântat
În frază: Se va trece la asalt după ce artileria își va fi terminat misiunea.
Fiecare din aceste forme temporale are și o variantă la diateza pasivă, diferită ca formă prin folosirea verbului auxiliar a fi, care poartă mărcile formelor temporale, urmat de participiul verbului cu sens lexical, acordat în gen și număr cu subiectul.
Mai sunt și câteva perifraze incomplet gramaticalizate.
Una din acestea exprimă o acțiune posterioară acțiunii verbului regent la un timp trecut: Nimeni nu știa atunci că el avea să devină scriitorul cu cel mai mare succes din generația sa.
Alta exprimă o acțiune viitoare apropiată de momentul vorbirii: Urmează să plec la țară.
Cu imperfectul lui a urma, acțiunea este raportată la un moment din trecut: Urma să plec….

### În limba franceză
Franceza are la indicativ mai multe forme temporale decât româna, atât simple, cât și compuse.
Gramaticile franceze disting, pe de o parte, forme compuse numite „timpuri”, formate din verbele auxiliare avoir „a avea” sau être „a fi” și participiul numit „trecut” al verbului cu sens lexical, și, pe de altă parte, forme perifrastice, cu verbe numite „semiauxiliare” și verbul cu sens lexical la infinitiv prezent.
Delatour 2004, bunăoară, tratează formele de mai jos.
La prezent există în primul rând o formă simplă: Les enfants jouent au ballon dans le parc „Copiii se joacă cu mingea în parc”.
Mai există și o perifrază care exprimă aspectul imperfectiv și modul de acțiune durativ în prezent: Ne dérange pas Stanislas ! Il est en train de travailler „Nu-l deranja pe Stanislas! Tocmai lucrează”.
La trecut sunt următoarele forme:
- imperfect: En 1990, je faisais mes études de médecine à Montpellier „În 1990 studiam medicina la Montpellier”;
- perfect compus: J’ai vu ce film quatre fois „Am văzut filmul ăsta de patru ori”;
- trecut recent în raport cu momentul vorbirii: Il vient de partir „Tocmai a plecat”;
- trecut recent în raport cu un moment din trecut: Le magasin venait de fermer ses portes quand je suis arrivé pour faire mes courses „Magazinul tocmai se închisese când am sosit să fac cumpărături”;
- perfect simplu: Le peintre Matisse naquit en 1869 et mourut en 1954 „Pictorul Matisse s-a născut în 1869 și a murit în 1554” (literal „se născu”, „muri”);
- mai mult ca perfect: J’ai beaucoup aimé le roman que tu m’avais conseillé de lire „Mi-a plăcut mult romanul pe care mă sfătuiseși să-l citesc”;
- trecut anterior: À peine Clara fut-elle sortie que la pluie se mit à tomber avec violence „Abia ieși Clara, că începu să plouă tare”;
- trecut supracompus: Dès qu’il a eu prononcé ces mots, un concert de protestations s’est élevé dans la foule „Îndată ce a rostit cuvintele acelea, din mulțime s-a ridicat un concert de proteste”.

Perifraza être en train de cu verbul semiauxiliar être la imperfect plasează acțiunea în trecut: Ils étaient en train de se disputer „Tocmai se certau”.
Viitorul este exprimat de șase forme principale:
- viitor simplu: Dans cinquante ans, quel sera l’état de notre planète ? „Care va fi starea planetei noastre peste cincizeci de ani?”;
- viitor apropiat: Le ciel est noir ; il va pleuvoir „Cerul e negru; o să plouă”;
- viitor anterior: Quand tu auras lu le journal, passe-le-moi ! „Când vei fi citit ziarul, dă-mi-l!”;
- viitor simplu în trecut[59]: Le vendeur a dit qu’il nous préviendrait dès la réception de notre commande „Vânzătorul a spus că ne va anunța îndată ce va primi ce am comandat”;
- viitor anterior în trecut[60]: On a annoncé que les deux présidents recevraient les journalistes après qu’ils auraient signé l’accord de coopération entre leurs deux pays „S-a anunțat că cei doi președinți îi vor primi pe ziariști după ce vor vi semnat acordul de cooperare dintre cele două țări”;
- viitor apropiat în trecut: Il a dit qu’il allait m’aider „A spus că o să mă ajute”.

Acțiunea viitoare iminentă este exprimată printr-o altă perifrază: L’avion est sur le point de décoller „Avionul este pe punctul de a decola”.
Imperfectul semiauxiliarului être al acestei perifraze situează acțiunea în trecut: Il était sur le point de traverser la rue quand une voiture a surgi à sa gauche „Era pe punctul de a traversa strada când a țâșnit o mașină în stânga lui”.
Formele reflexive având la timpurile compuse auxiliarul être, verbele active care pot avea această formă își dublează numărul de forme compuse, ex. Nous avons inscrit les enfants à un cours de dessin „Am înscris copiii la un curs de desen” → Nous nous sommes inscrits à un cours de dessin „Ne-am înscris la un curs de desen”.
Diateza pasivă se formează în mod analog cu cea din română: Catherine a été invitée à dîner par Bernard „Catherine a fost invitată la cină de Bernard”.
Mai sunt și perifraze numite „factitive”, care exprimă faptul că subiectul pune sau lasă pe altcineva să facă acțiunea:
Il fait faire ses costumes à Londres „Își face costumele la Londra”;
Il a laissé battre son petit frère „A lăsat să-i fie bătut frățiorul”.

### În limba engleză
Engleza are de asemenea multe forme temporale de indicativ, dintre care numai două sunt simple, celelalte fiind perifrastice. În afara valorilor lor temporale, constituie un sistem coerent de exprimare a aspectelor și a modurilor de acțiune. În Eastwood 1994 se găsesc formele de mai jos.
La prezent sunt două forme:
- present simple „prezent simplu”: This book belongs to my sister „Cartea aceasta aparține surorii mele”;
- present continuous „prezent continuu”: I’m just ironing this shirt „Tocmai calc cămașa asta”;

La trecut există următoarele forme:
- past simple „trecut simplu”: The shop opened last week „Magazinul s-a deschis săptămâna trecută”;
- present perfect „prezent perfect”: It has been windy today „A suflat mult vântul astăzi”;
- past continuous „trecut continuu”: The UFO was travelling east to west „OZN-ul mergea de la est la vest”;
- present perfect continuous „prezent perfect continuu”: – You look hot. – Yes, I’ve been running „– Arăți înfierbântat. – Da, am alergat”;
- past perfect „trecut perfect”: I knew I had forgotten something „Știam că uitasem ceva”;
- past perfect continuous „trecut perfect continuu”: The volunteers brought in their collecting boxes at lunch time yesterday. They had been collecting money all morning „Voluntarii și-au adus cutiile pentru colectă ieri la vremea prânzului. Adunaseră bani toată dimineața”.

Mai este și o perifrază de trecut care corespunde imperfectului cu valoare iterativă: The children would always play in the garden „Copiii se jucau totdeauna în grădină”.
La viitor sunt în primul rând:
- simple future „viitor simplu”: I will/shall be at home tomorrow „Voi fi acasă mâine”;
- future continuous „viitor continuu”: I’m going on holiday. This time next week I’ll be lying in the sun „Mă duc în concediu. Săptămâna viitoare pe vremea asta o să fac plajă”;
- future perfect „viitor perfect”: Our neighbours are moving soon. They’ll have only been here a year „Vecinii noștri se mută în curând. Vor fi locuit aici abia un an de zile”.

Mai sunt și perifraze care exprimă un viitor apropiat:
- be going to: It’s ten already. We’re going to be late „Este deja ora zece. O să întârziem”;
- be to: The Prime Minister is to visit Budapest „Primul ministru va vizita Budapesta”;
- be about to: Hurry up. The coach is about to leave „Grăbește-te. Acuși pleacă autocarul”;
- be on the point of: The company is on the point of signing the contract „Firma este pe punctul de a semna contractul”.

Engleza are două forme sinonime corespunzătoare cu viitorul simplu în trecut din franceză: George Washington was the first President of a nation that would become / was to become the richest and most powerful on earth „George Washington a fost primul președinte al unei națiuni care avea să devină cea mai bogată și mai puternică de pe Pământ”.
Alte două perifraze corespund cu viitorul apropiat în trecut din franceză:
At half time we thought Scotland were going to win „La pauză credeam că Scoția o să învingă”;
We had to hurry. The coach was about to leave „Trebuia să ne grăbim. Autocarul urma să plece”.
Phil was on the point of leaving when he noticed an attractive girl looking across the room at him „Phil era gata să plece când a observat că o fată drăguță se uita la el din partea cealaltă a sălii”.
Pasivul se exprimă analog cu cel din română și din franceză: The drugs will be destroyed. The men are going to be charged with importing cocaine „Drogurile vor fi distruse. Oamenii vor fi inculpați pentru trafic de cocaină”.

### În BCMS
În aceste limbi, aspectele și modurile de acțiune se exprimă prin afixe. Numai verbe de un anumit aspect exprimat astfel pot avea anumite forme temporale.
Există o singură formă de prezent, dar numai verbele imperfective au această valoare temporală la această formă, ex. sr  Čitam knjigu „Citesc o carte”.
Verbele perfective, cu unele excepții, au la forma aceasta valoare de viitor, fiind folosite în propoziție subordonată: cnr  Kad stignemo, javićemo vam se „Când vom sosi, vă vom anunța”.
Forma de trecut cea mai folosită, numită perfekt, corespunde perfectului compus dacă verbul este perfectiv, și imperfectului dacă este imperfectiv: cnr  Kad smo ušli u dvoranu, svi su śeđeli mirno i čekali početak predstave „Când am intrat în sală, toți ședeau calm și așteptau să înceapă spectacolul.
Aceeași formă este folosită și cu valoare de mai mult ca perfect: sr  Rekla mi je da je imala mnogo novca „Mi-a spus că avusese mulți bani”.
Există și o formă numită aorist care corespunde cu perfectul simplu: sr  – Dobar dan – reče nepoznati, skide šešir et predstavi se „– Bună ziua – zise necunoscutul, își scoase pălăria și se prezentă”.
Mai există și un imperfect și un mai mult ca perfect devenite practic arhaisme, fiind înlocuite de perfekt.
La viitor sunt două forme. Cea numită „viitor 1” este singura care poate fi folosită și în propoziții independente și regente, având valorile formelor de viitor din română, în afara viitorului anterior: bs  Sutra ću posjetiti roditelje „Mâine le voi face / am să le fac / o să le fac o vizită părinților”.
Forma numită „viitor 2” poate fi folosită numai în subordonate. Exprimă de obicei cu verbe imperfective o acțiune simultană cu cea a verbului regent la viitor 1: sr  Ako ne budu slušali, neće ništa naučiti „Dacă n-au să asculte, n-au să învețe nimic”.
Cu verbe perfective, viitorul 2 exprimă de obicei un viitor anterior: bs  Kad bude završio posao, popričat ćemo s njim „Când va fi terminat treaba, vom sta de vorbă cu el”.

### În limba maghiară
Indicativul maghiar are o singură formă de prezent, una de trecut și una de viitor, iar aspectele sunt exprimate mai puțin sistematic decât în BCMS. Valorile exprimate de formele temporale din alte limbi reies mai mult din context și parțial din aspectele imperfectiv și perfectiv exprimate mai ales prin absența, respectiv prezența unui prefix.
Prezentul propriu-zis este exprimat în principal de forma de prezent a verbelor de aspect imperfectiv, exprimat mai ales prin lipsa vreunui prefix, ex. Olvassa a könyvet „Citește cartea”.
La trecut, verbul poate fi de aspect imperfectiv sau perfectiv. Acesta din urmă se exprimă mai ales prin prefixe:
- imperfectiv: Esténként nézte a televiziót „Serile se uita la televizor”;
- perfectiv: Ma este megnézte a híradót „Astă seară s-a uitat la telejurnal”.

Pentru a exprima viitorul există o formă analitică, aplicabilă și verbelor imperfective, și celor perfective: Sokáig fog élni „Va trăi mult”, Nem fogom eltűrni, hogy így beszélj velem „Nu voi tolera să vorbești așa cu mine”.
Unele gramatici, de exemplu Szende și Kassai 2007, evită termenul „diateză” aplicat limbii maghiare și tratează „categorii de verbe” care includ diatezele și alte categorii gramaticalizate, toate exprimate prin sufixe specifice. Astfel, la indicativ mai sunt, în afară de verbele active, cum sunt cele de mai sus, următoarele categorii:
- verb factitiv: Olga új ruhát csináltat „Olga își dă la făcut o rochie nouă”;
- verb pasiv: Megadatott neki, hogy még egyszer lássa a tengert „I-a fost dat să mai vadă o dată marea”;
- verb reflexiv: Fésülködöm „Mă pieptăn”;
- verb potențial: Nem mehettem be a kórházba „N-am putut intra în spital”.

Există și o formă analitică de pasiv, cu verbul corespunzător lui „a fi”: A munka nem lett befejezve „Munca n-a fost terminată”.